# Iunii
Légende :
♦Patricien, ♦Plébéien, ♦Consulaire, ♦Sénatorial, ♦Équestre
Gens et Liste des gentes romaines
Les Iunii ou Junii (au singulier: Iunius ou Junius) sont les membres de la gens romaine Iunia. Ils sont d'abord une famille de noblesse plébéienne qui apparaît dans les fastes consulaires à la fin du IVe siècle av. J.-C. Auguste en fait des patriciens au début de son principat.
Ses principales branches portent les cognomina : Brutus, Pera et Silanus.

## Origine
Junius, le nomen de la gens, peut être étymologiquement lié à la déesse Junon, en l'honneur de laquelle le mois de Junius a également été nommé.
Les chercheurs ont longtemps été divisés sur la question de savoir si les Junii étaient à l'origine patriciens. La famille a été importante tout au long de l'histoire romaine, et tous les membres connus, depuis les premiers temps de la République jusqu'à l'Empire, étaient des plébéiens. Il semble cependant inconcevable que Lucius Junius Brutus, neveu de Tarquin le Superbe, ait été un plébéien. Les patriciens de la première République étaient si jaloux de leurs prérogatives qu'en 450 av. J.-C., la deuxième année du décemvirat, une loi interdisant les mariages mixtes entre patriciens et plébéiens fut intégrée aux Douze Tables, principes fondamentaux du droit romain primitif. Ce n'est qu'avec l'adoption de la Lex Licinia Sextia en 367 av. J.-C. que les plébéiens furent autorisés à se présenter au consulat,.
Pourtant, il a été suggéré que les divisions entre les ordres n'étaient pas fermement établies au cours des premières décennies de la République et qu'un tiers des consuls élus avant 450 pourraient en fait être des plébéiens. Même si tel n’était pas le cas, les consuls choisis dès la naissance de la République romaine auraient pu constituer des exceptions. Dans l'ensemble, il semble plus probable que les Junii furent d'abord comptés parmi les patriciens, et qu'ils passèrent ensuite aux plébéiens ; mais cette question peut rester en suspens,.
À la fin de la République, les Junii Silani furent élevés au rang de patriciens par Auguste, et l'un d'eux occupa même la charge de Flamen Martialis ; mais cette famille descendait d'un des Silani qui avaient été adoptés par la gens patricienne Manlia. Plusieurs d'entre eux portaient le nom de famille Torquatus, nom d'une grande famille de la gens Manlia.

## Monarchie romaine: famille patricienne
- Marcus Junius Brutus, marié à Tarquinia, la fille de Tarquin l'Ancien ;
  - Marcus Junius Brutus († 509 av. J.-C.), fils du précédent, assassiné ;
  - Lucius Junius Brutus († 509 av. J.-C.), frère du précédent, fondateur de la République et premier consul en 509 av. J.-C., s'entretue avec Sextus Tarquin ;
    - Titus Junius Brutus († 509 av. J.-C.), fils du précédent, exécuté pour complot contre la République naissante ;
    - Tiberius Junius Brutus († 509 av. J.-C.), frère du précédent, exécuté pour le même motif.

## Iunii Bruti plebeiens
- Lucius Iunius Brutus, (v. -525 - ap. -492), tribun de la plèbe en -493 puis édile plébéien l'année suivante;
- Titus Iunius Brutus, (v. -520 - ap. -491), édile plébéien en -491;
- Quintus Iunius, (v. -470 - ap. -439), tribun de la plèbe en -439;
- Caius Iunius, (v. -455 - ap. -423), tribun de la plèbe en -423;
- Caius Iunius, (v.-410 - ?);
  - Caius Iunius, (v.-385 - ?);
    - Caius Iunius Bubulcus Brutus, (v.-360 - ap.-302), consul en 317, 313 et 311 av. J.-C., maître de cavalerie en 312 et 309 av. J.-C., censeur en 307 av. J.-C. et dictateur en 302 av. J.-C. ;
      - Caius Iunius Bubulcus Brutus (ru), (v.-330 - ap.-277), consul en 291 et 277 av. J.-C. ;
- Decimus Iunius Brutus Scaeva, (v.-365 - ap.-313), maître de cavalerie en 339 av. J.-C. et consul en 325 av. J.-C. ;
  - Decimus Iunius Brutus Scaeva (en), (v.-330 - ap.-292), consul en 292 av. J.-C. ;
- Decimus Iunius, (v.-355 - ?);
  -  Decimus Iunius Brutus Pera (v.-330 - -264]]), ses funérailles ont accueillit les premiers jeux de gladiateurs connue;
    - Decimus Iunius Pera, (v.-310 - ap.-263), consul en 266 av. J.-C. et censeur en 253 av. J.-C. ;
      - Marcus Iunius Pera, (v.-270 - ap.-216), consul en 230 av. J.-C., censeur en 225 av. J.-C. et dictateur en 216 av. J.-C. ;

    - Marcus Iunius Pera, (v.-300 - ap.-264);
- Lucius Iunius, (v.-340 - ?);
  - Caius Iunius, (v.-315 - ?);
    - Lucius Iunius Pullus, (v.-290 - -249), consul en -249;
      - Lucius Iunius Brutus, (v.-265 - ?);
        - Marcus Iunius Brutus, (v.-245 - ?);
          - Marcus Iunius Brutus, (v.-222 - ap.-163), consul en -178 ;
            - Marcus Iunius Brutus, (v.-185 - ap.-136), édile curule en -146;
              - Marcus Iunius Brutus, (v.-150 - v.-91);
                - ? Marcus Junius Brutus (v.-110 -77), tribun de la plèbe en -83;
                  - Marcus Junius Brutus (85-42 av. J.-C.), un des instigateurs du complot des Ides de mars contre Jules César, tué à la bataille de Philippes ;

            - Decimus Junius Brutus Callaicus, (v.-180 - ap.-121), consul en 138 av. J.-C. ;
              - Decimus Junius Brutus (en), (v.-120 - ap.-63), consul en -77 ;
                - Decimus Junius Brutus Albinus (-81 - -43), consul désigner pour -42, membre du complot pour assassiner Jules César;

              - Iunia, (v.-115 - ap.-50), épouse de Caius Claudius Marcellus;

          - Publius Iunius Brutus, (v.-222 - ap.-188), tribun de la plèbe en -195, préteur en -190;
          - Decimus Iunius Brutus, (v.-220 - ap.-194), triumvir colonia deductiae;
          - ? Lucius Iunius (Brutus), légat en -167;
- Lucius Junius Brutus Damasippus, (v.-120 - -82), préteur urbain en -82;
  - Iunius Damasippus, (v.-90 - ap.-33), ami de Cicéron.
- Marcus Iunius Brutus (v.-125 - -82), préteur en -88, partisans de Marius;
- Marcus Iunius, (v.-260 - ?);
  - Marcus Iunius Pennus, (v.-240 - ap.-201), préteur urbain en -201;
    - Marcus Junius Pennus, (v.-210 - ap.-167), consul en -167;
      - (Marcus Junius Pennus), (v.-180 - ?);
        - Marcus Iunius Pennus, (v.-155 - ap.-123), tribun de la plèbe en -126.

## Iunii Silani
- Marcus Junius Silanus, (v.-250 - ap.-206), préfet de Naples en -216, préteur d'Etrurie en -212 puis propréteur l'année suivante, propréteur d'Hispanie de -210 à -206;
  - Marcus Junius Silanus, (v.-230 - -196), praefectus socium en -196;
  - Decimus Junius Silanus, (v.-225 - ?);
    - Marcus Junius Silanus, triumvir monétaire vers -145;
    - ? Decimus (Iunius) Silanus, (v.-200 - ap.-140);
      - Decimus Junius Silanus (Manlianus), (v.-178 - -140), fils adoptif du précédent, préteur en -141;
        - Decimus Junius Silanus, (v.-155 - ?);
          - Marcus Junius Silanus, (v.-120 - -76), préteur en -77, propréteur d'Asie en -76;

        - Marcus Junius Silanus, (v.-153 - ap.-104), consul en -109;
          - Decimus Iunius Silanus, (v.-107 - -57), consul en -62;
            - Junia, (v.-75/3 - ap.-30), épouse de Marcus Aemilius Lepidus;
            - Junia, (v.-73 - ?), épouse de Publius Servilius Isauricus;
            - Junia Tertia, (-72/68 - 22), épouse de Caius Cassius Longinus;

        - Lucius Iulius Silanus, (v.-150 - ?);
          - Decimus (Iunius) Silanus, (v.-115 - ap.-91), triumvir monetaire en -91;
            - ? Marcus (Iulius) Silanus, (v.-85 - ap.-53), légat de César en Gaule en -53;
              - Marcus Iunius Silanus, (v.-67 - v.-11), consul en -25 ;
                - (Marcus Iunius Silanus), (v.-45 - ?);
                  - Marcus Iunius Silanus Torquatus (v.-15 - ap.34), consul en 19, proconsul d'Afrique;
                    - Marcus Junius Silanus, (14 - 54), consul en 46, proconsul d'Asie en 54;
                      - Lucius Junius Silanus Torquatus (v.45 - 65);

                    - Iunia Lepida, (v.18 - v.65), épouse de Caius Cassius Longinus;
                    - Decimus Junius Silanus Torquatus, (v.21 - 64), consul en 53 ;
                    - Lucius Iunius Silanus, (24 - 1/1/49), préteur pérégrin en 48;
                    - Iunia Calvina, (v.20/5 - 79), épouse de Lucius Vitellius;

              - Lucius Iunius Silanus, (v.-60 - ap.-12), préteur en -24, candidat au consulat en -21;
              - Caius Iunius Silanus, (v.-55 - ?);
                - Caius Iunius Silanus, (v.-30 - ap.22), consul en 10, proconsul d'Asie;
                  - Caius Appius Iunius Silanus, (v.-5 - 42), consul en 28;
                    - Marcus Appius Iunius Silanus;
                    - Marcus Iunius Silanus, (v.15/20 - ap.54), consul suffect en 50 (ou 54);

                - Iunia Torquata, (v.-25 - 55), vestale;
                - Marcus Iunius Silanus, (v.-20 - 38), consul suffect en 15;
                  - Iunia Claudilla, (v.15 - v.36), épouse de Caius Caesar;
                  - Iunia Silana, (v.15/20 - 59), épouse de Caius Silius;

                - Decimus Iunius Silanus, (v.-25 - ap.20), exiler en 8 pour adultere avec Julia;
                  - Lucius Iunius Silanus, (v.-5 - ap.26), consul suffect en 26;
                    - (Decimus Iunius Silanus), (v.15 - ?);
                    - (Iunia Silana), (v.20 - ?), épouse Cnaeus Cornelius Lentulus Gaetulicus;

            - ? Caius Iunius Silanus, (v.-75 - ?);
              - Caius Iunius Silanus, (v.-50 - ap.-17), consul en -17;
                - ? Quintus Caecilius Metellus Creticus Silanus, (v.-28 - ap.17), adopter par un Caecilii Metelli, consul en 7;
                  - Iunia Cretica (v.8 - 20), fiancé vers 17 à Nero Iulius Caesar.

## Iunii sous l'Empire

### Iunii Blaesi
- Iunius Blaesus, (v.-55 - ?)
  - Quintus Junius Blaesus, (v.-35 - 31), consul suffect en 10 ;
    - Quintus Junius Blaesus, (v.-10 - 36), consul suffect en 26;
      - (Iunius Blaesus), (v.15 - ?), épouse une descendante de Marc-Antoine;
        - Junius Blaesus, (v.35/40 - 69), gouverneur de Lyonnaise en 69;

    - Iunius Blaesus, (? - 36);

  - Iunia, (v.-30 - ?), épouse de Quintus Aelius Tubero puis de Lucius Seius Strabo, mère de Séjan.

### Iunii Otho
- Iunius Otho, (v.-10 - ap.22), préteur en 22;
  - Iunius Otho, (v.10 - ap.37), tribun de la plèbe en 37;

### Iunii Paeti
Branche des Caesonnii, originaire de la cité de Tarquinia en Etrurie.
- Lucius Iunius Caesennius Paetus, consul en 61 ;

### Iunii Montani
Les Iunii Montani sont inscrit dans la tribu Aniensis.
- Decimus Junius, (v.-35 - ?);
  - Titus Junius Montanus, (v.-10 - ?), chevalier romain;
    - Caius Junius Montanus, (v.15 - ?);
      - Titus Junius Montanus, (v.40 - ap.83), consul suffect en mai 81 ;

### Iunii Rustici
- Iunius Rusticus, sénateur en 29;
  - (Iunius Rusticus);
    - Quintus Junius Arulenus Rusticus, (v.38 - 93), consul suffect en 92;
      - (Junius Rusticus), (v.70 - ?);
        - Quintus Iunius Rusticus, (v.100 - ap.168), consul suffect en 133, consul II en 162, Préfet de Rome;

      - Iunia, épouse de Minicius Acilianus;

    - Junius Mauricus, (v.42 - ?), sénateur en 68;
      - (Junius Mauricus), (v.75 - ?);
        - Junius Mauricus, (v.110/5 - ?), préteur sous Antonin le Pieux;
          - Quintus Junius Mauricus, frère arvale en 145.

### Iunii Homulli
- Marcus Iunius Homullus, (v.60 - ap.114), consul suffect en 102;
  - Marcus Iunius Homullus, (v.90 - ap.133), consul suffect en 128;

### Iunii Rufini
- (Aulus) Junius Rufinus, proconsul de Macédoine sous Hadrien;
  - Aulus Iunius Rufinus, (v.120 - ap.170), consul en 153 ;
    - Lucius Iunius Rufinus Proculianus, (v.145 - ap.184), consul suffect vers 180;
      - ? Lucius Iunius Rufinus, (v.165 - ap.194), proconsul de Macédoine en 194;
        - ? (Lucius) Iunius Rufinus, (v.200 - ?), consul suffect vers 235;
          - ? Iunia Arria Rufina, (v.220 - ?), épouse de Marcus Rubrenus Virius;

  - Marcus Iunius Rufinus Sabinianus, (v.122 - ap.173), consul en 155 ;

### Iunii Severi
Les Junii Severi sont originaires de Dianium, en Hispanie. Ils sont inscrits dans la tribu Galeria.
- Iunius Severus, tribun militaire;
  - Titus Iunius Severus, (v. 110/5 - ap. 154), consul suffect en 154;
    - ? (Iunius Severus), (v. 135 - ?);
      - Iunius Severus, (v. 160 - ap. 192), contubernalis de Commode en 192.

### Iunii Pastor
Les Iunii Pastor sont originaire de Patuvium, sont inscrits dans la Tribu Fabia.
- Iunius Pastor, (v.60 - ?), défendu par Pline le Jeune;
  - ? Publius Iunius Pastor, (v.105 - ?), sénateur de Patuvium;
    - Aulus Junius Pastor Lucius Caesennius Sospes, (v.130 - ap.163), consul en 163;

### Iunii Maximi
- ? Iunius Maximus, (v. 140 - 200), tribun, sodales Augustalis;
  - ? Marcus Iunius Maximus, (v. 175 - ap. v. 200), légat de la legio X (...);
  - Marcus Iunius Concessus Aemilianus, (v.170/5 - ap.212/3), consul suffect en 212 ou 213;
    - (Marcus Iunius) Gallienus Concessus, (v.205 - ?), épouse une sœur de Trébonien Galle;
      - ? Marcus Iunius Maximus, (v.230 - ap.287), consul suffect, consul II en 286, Préfet de Rome;
        - ? Iunius Gallienus, (v.250 - ap.274), pontife de Sol Invivtus;
        - ? (Iunia), (v.255 - ?), épouse de Lucius Caesonius Macer;
        - ? Marcus Iunius Priscilianus, (v.260 - ap.293/305), préteur urbain, légat en Asie, pontifex Solis, patron et curateur de Laurentum Lavinatium;

      - ? Iunius Veldumnianus, (v.235 - ap.272), préteur, consul en 272 [b 1];

### Iunii Tiberiani
- Iunius Tiberianus, (v.220 - ?), tribun militaire en 249;
  - Caius Iunius Tiberianus, (v.245 - ap.306), consul en 281 et 291, Préfet de Rome en 303 [b 2];

### Iunii de Bétique

#### Iunii de Gades
- (Iunius Columella), (v.-50 - ?)
  - Marcus Iunius Columella, (v.-25 - ?);
  - Lucius (Iunius Columella), (v.-20 - ?);
    - Lucius Iunius Columella, (4 - v.70), tribun militaire de la legio VI Ferrata, agronome romain;

### Iunii d'Athènes
- (Marcus Iunius) Mnesaios, (v.165 - ?), rhéteur;
  - Marcus Iunius Nikagoras, (v.190 - ap.250), héraut sacré;
    - Marcus Iunius Minokianos, (v.215 - 267/304), sophiste;
      - Marcus Iunius Nikagoras, (v.250 - ap.326), dadouque en 326;
        - N, (v.290 - ?), dadouque;
          - ? Ne, (v.325 - ?), épouse Himérios;
          - ? Nikagoras, (v.320/30 - ?), dévot de Pan;
            - ? N, (v.355 - ?);
              - N, (v.380 - ?);
                - (Nikagoras), (v.405 - ?);
                  - N, (v.430 - ?);
                    - Nikagoras, (v.455 - ap.485), archonte en 485;

      - Iunia Themistikleia;

### Autres
- Decimus Iunius Novius Priscus, consul en 78 ;
- Caius Iunius Silanus, consul suffect en septembre 92 ;
- Caius Iunius Serius Augurinus, consul en 132 ;
- Kanus Iunius Niger, consul en 138 ;
- Caius Iunius Donatus, consul en 260 ;
- Marcus Iunius Caesonius Nicomachus Anicius Faustus Paulinus, consul en 298 ;
- Iunius Annius Bassus, consul en 331 ;
- Flavius Iunius Quartus Palladius, consul en 416 ;

## Apparitions de la Famille Iunia dans la fiction
La Gens Iunia est l'une des trois familles jouables de la faction romaine dans le jeu de stratégie historique Total War: Rome 2.